# Boonah
Boonah – miasto w Australii, w stanie Queensland.